# Emmelia dichroa
Emmelia dichroa is een vlinder van de familie van de uilen (Noctuidae). De wetenschappelijke naam van deze soort is voor het eerst voorgesteld als Tarache dichroa door George Francis Hampson in een publicatie uit 1914.
De soort komt voor in Egypte, Soedan, Djibouti, Ethiopië, Kenia, Tanzania, Saudi-Arabië, Oman en Jemen.